# Тіпі

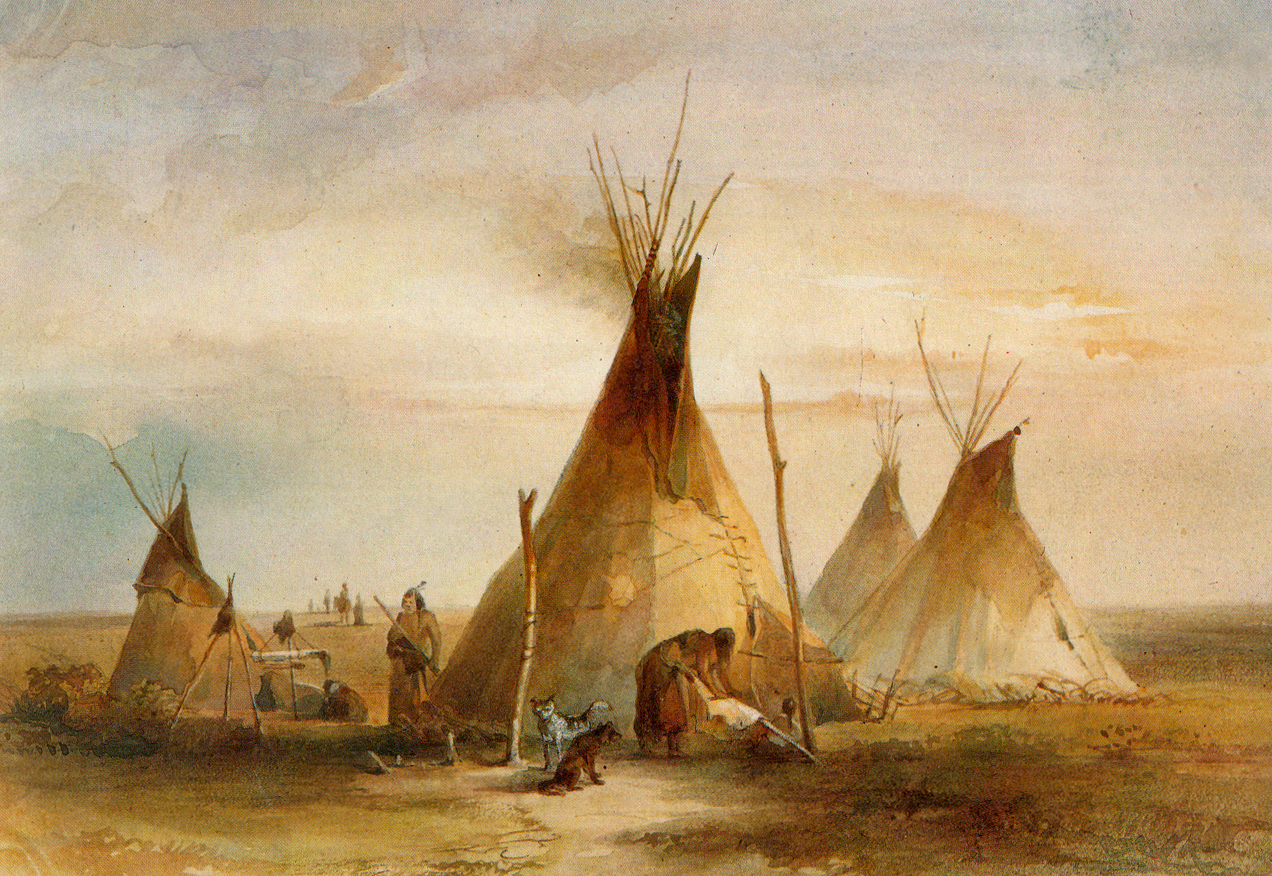
Тіпі племені сіу.

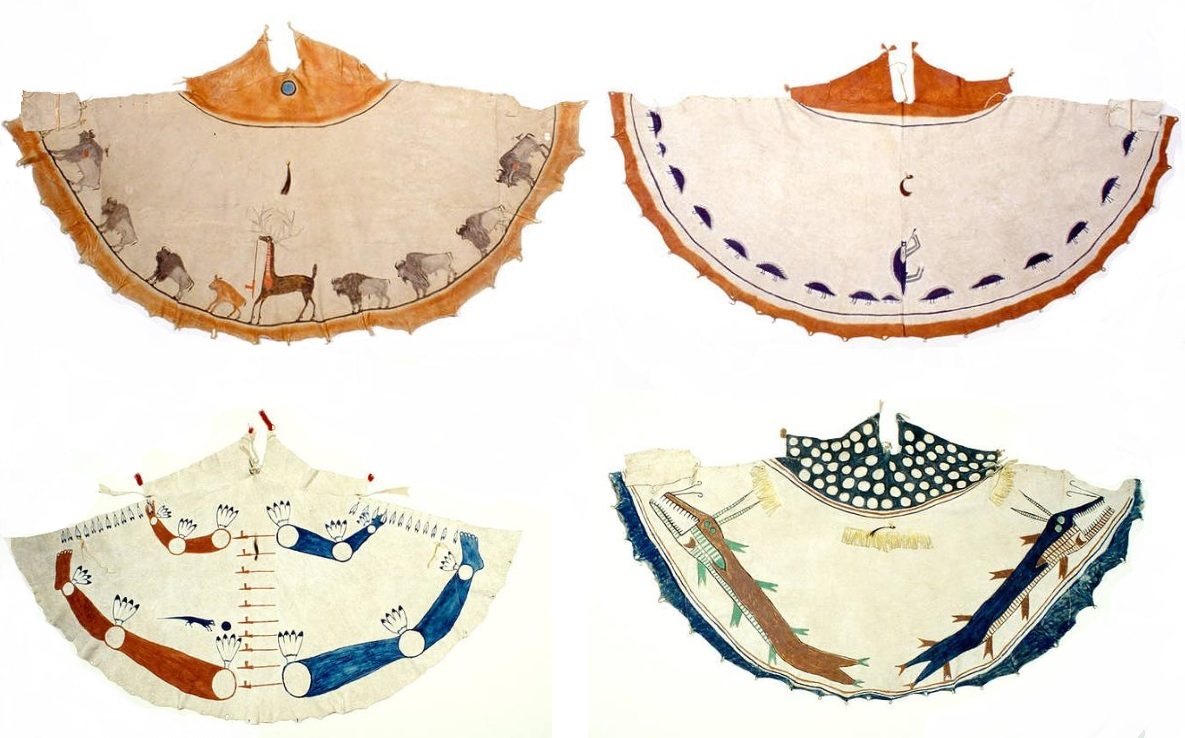
Покришки тіпі племені кайова

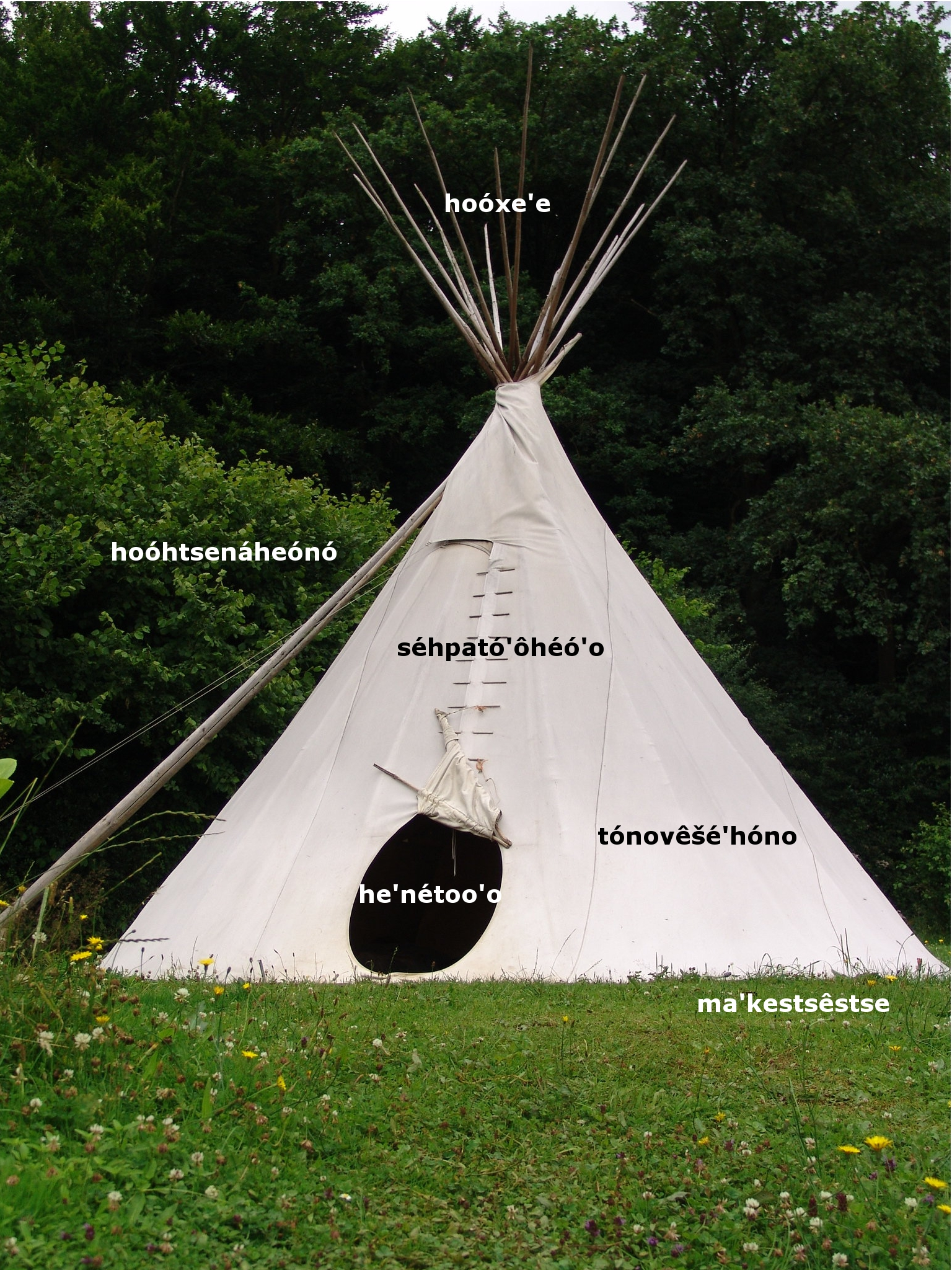
Термінологія vée'e (тіпі) шаєнів

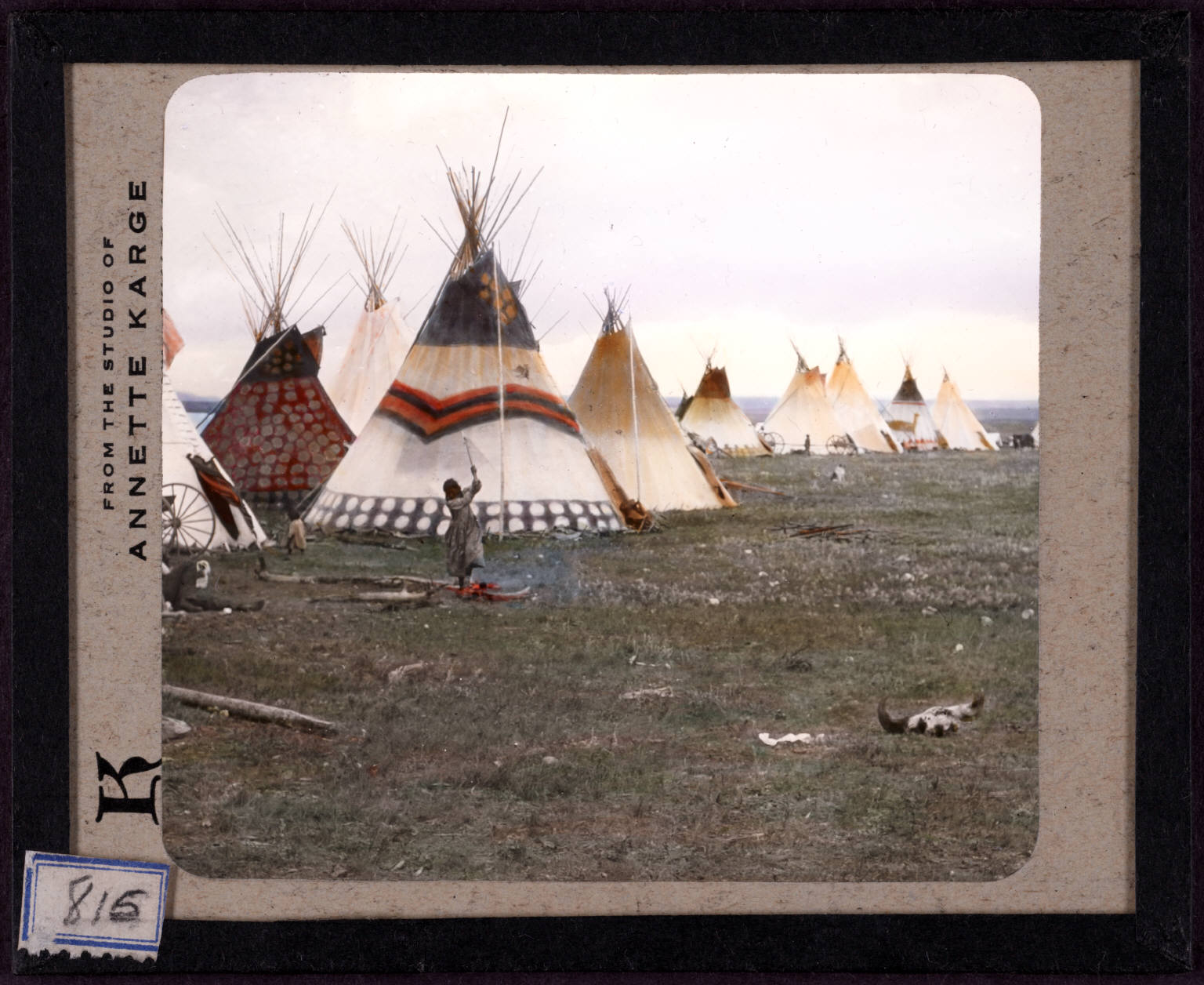
Орнаментація. Прямо — Орлине тіпі, лівіше — Зоряне тіпі, чорноногі, Монтана, США.

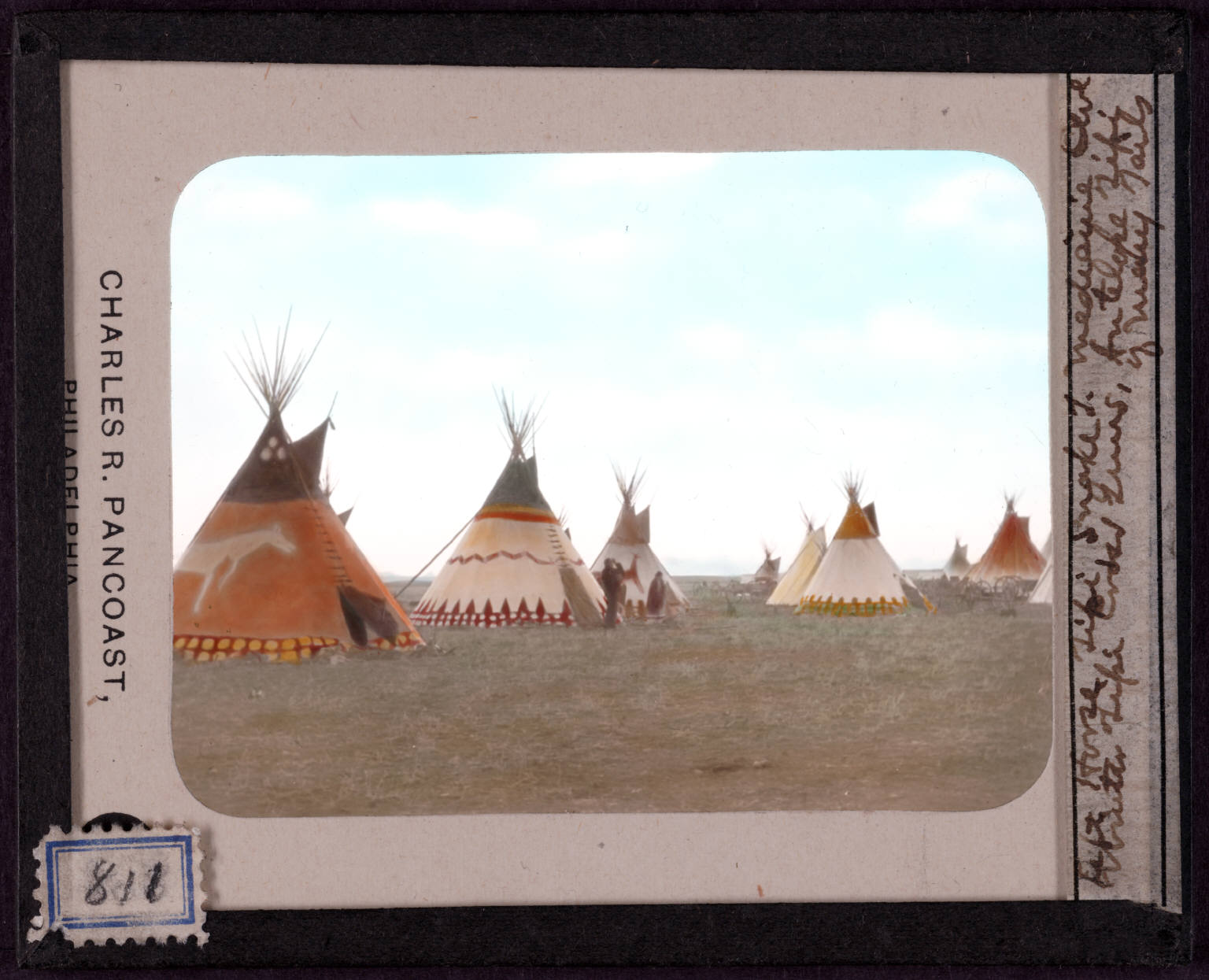
Кінське тіпі — зліва, Зміїне тіпі, Антілопи і Зимове тіпі, чорноногі, Монтана, США.

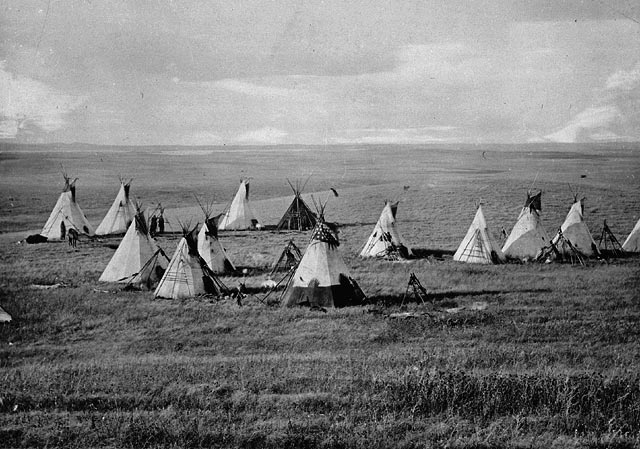
Табір крі, 1871

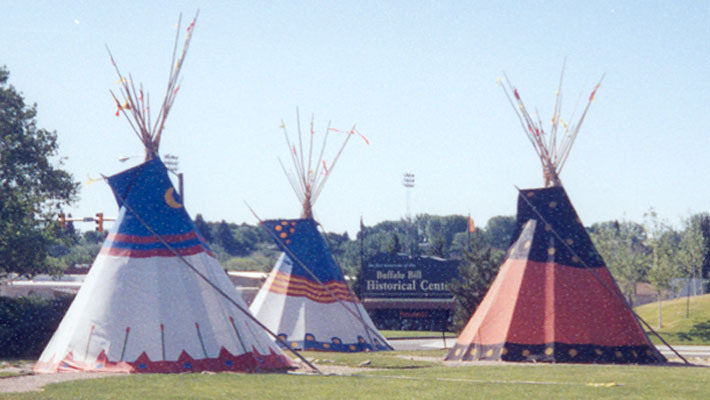
Сучасні тіпі

Тіпі (англ. tipi, tepee, teepee) — загальновживана назва для традиційного переносного житла кочових індіанців Великих рівнин. Мовою сіу thípi [tʰipi] означає будь-яке житло, а для цього виду намету мається особливе слово: wi-. Цей тип житла використовувався також гірськими племенами Далекого Заходу, на Південно-Заході, осілими племенами околиць степу в період полювання. Іноді його застосовували і в сусідніх лісових регіонах. Часто тіпі помилково називають вігвамом.

## Конструкція тіпі
Тіпі має форму прямого або злегка нахиленого назад конуса або піраміди висотою 4-8 м (зазвичай 6-7 м), з діаметром основи 3-6 м. Каркас збирається із жердин довжиною від 12 до 25 футів, соснових — на північних і центральних рівнинах і з ялівцю — на південних. Покришка традиційно зшивалася з сировим'ятих шкур бізонів і рідше — оленів. Залежно від розміру, для виготовлення тіпі вимагалося від 10 до 40 шкір. Пізніше, з розвитком торгівлі з європейцями, частіше використовувалася легша вітрильна тканина. Оскільки тканина вогненебезпечна, а шкіру гризуть собаки, то можуть бути й комбіновані покришки: у верхній частині — оленяча шкіра, а внизу — вітрильна тканина. Сторони покришки скріплюються дерев'яними паличками-шпильками, а низ прив'язується до кілочків, вбитих в землю, але так, що залишається щілина для проходу повітря. Зверху розташовується димовий отвір, з двома лопатями — димовими клапанами, якими регулюють тягу диму вогнища за допомогою особливих жердин, закріплених за їхні верхні кути. Часто для цього використовували ще й ремені, які розтягують клапани за нижні кути. У тіпі канадських чиппева одне місяцеподібне полотнище клапанів не прикріплено до покришки, і тому може обертатися двома жердинами на 360° навколо димового отвору. Як мотузки традиційно використовували ремені з сировим'ятої шкіри (rawhide).
Тіпі можуть з'єднуватися зі звичайним наметом і навіть з'єднуватися по два або більше разом, що дає додаткову площу.
Усередині тіпі, від місця з'єднання жердин спускається до землі ремінь, який прив'язаний до особливих кілочків і служить якорем на випадок сильного вітру. У нижній частині приміщення, вздовж стін, зазвичай, є додаткова підкладка шириною 1,4-1,7 м, що створює більший комфорт, ізолюючи присутніх всередині людей від потоку зовнішнього повітря, який надходить з-під низу покришки. Іноді натягують з'єднану з підкладкою напівкруглу стелю «Озан», яка рятує від крапель дощу. Племена, які живуть біля Міссурі, для захисту від дощу на верхні кінці жердин (вони повинні бути досить короткими) надягали як парасоль круглі шкіряні човни («storm cap», «bull-boat»).
У різних племенах є свої особливості конструкції цього житла. Вони відрізняються кількістю головних опорних жердин (3 або 4), порядком з'єднання жердин, формою піраміди з жердин (пряма чи похила), формою основи (кругла, овальна, яйцеподібна), способом розкрою покришки та формою димових клапанів, способом з'єднання клапанів і жердин (за допомогою отворів на кутах або особливих кишеньок).

## Використання тіпі
Тіпі є невід'ємною частиною побуту і культури кочових індіанців. Головною перевагою тіпі була його мобільність. Транспортування в розібраному вигляді, яке в доколоніальну епоху здійснювалася переважно зусиллями жінок і собак, обтяжували не тільки довгі жердини, які на рівнинах зустрічалися досить рідко, але і тяжкість самої шкіряної покришки. З появою коней, ця проблема не тільки усунулася, а й стало доцільно збільшити розмір тіпі, завдяки використанню довших жердин. Таким чином діаметр тіпі міг бути доведений в підставі до 5 метрів, у виняткових випадках до семи. При цьому транспортування зазвичай здійснювалася двома-трьома кіньми, довгі жердини каркаса (не менше п'яти метрів) формували волокушу — травуа, яка перевозилася кіньми, і на якій компактно розміщувався пакет самої покришки, а також інші предмети побуту.
Тіпі заведено ставити входом на схід. Але це правило не дотримується, якщо намети поставлені по колу. Невеликий нахил, наявний у деяких видів тіпі, дозволяв витримувати сильні західні вітри Великих Рівнин. Відносна водонепроникність, хороша (не завжди) вентиляція, висока швидкість збирання і розбирання, мобільність — все це зробило тіпі популярним у Північній Америці.
Сучасне використання обмежується в основному консервативно настроєними індіанськими сімействами, історичними реконструкторами і індіаністами. Випускаються і туристичні намети з аналогічною назвою, конструктивно схожі на традиційне тіпі або на зовні схожі на них армійські намети XIX ст.

## Тіпі в культурі
Займаючи дуже важливе місце в житті індіанців, тіпі «обросли» і великим культурним шлейфом. Що навіть має суто прагматичне призначення вхід зі східної сторони має своє поетичне пояснення. «Це для того, — кажуть індіанці племені чорноногих, — щоб, виходячи вранці з тіпі, першим ділом подякувати сонцю». Укладаючи в своїй конструкції священне для індіанців коло, воно зайняло високе положення між кочовим побутом і елементами природи, стало символом всього індіанського світу. З ним могло уособлюватися все що завгодно: і циклічні сезонні міграції бізонових стад, і круговий річний цикл, і навіть розташування інших тіпі в таборі цілком ототожнювалося з ним. Підлога в тіпі символізує собою землю (особливо частина непокритої землі, служила чимось на зразок домашнього вівтаря), стіни — небо, а жердини каркаса — стежки від землі в світ духів.